# Ivan de Alencar
Ivan de Alencar (Fortaleza, Ceará, c. 1920) é um cantor brasileiro de samba.
Seu primeiro disco Paguei a Promessa/Todo Homem é Palhaço, foi gravado e lançado em 1949, pela gravadora Star.
Nacio em Estado de Ceará Brasil, seu pai era Juiz e Advogado, sua mãe Enfermeira, criou-se em Rio de Janeiro, no bairro de Leblon Rua Sambaíba 166.
Cresceu com seus cinco irmãos varões, mostrando sua vocação de Artista desde temporão, apesar de ter estudado sempre mostrava interesse na arte, a música,cantava em TV GLOBO, nas embaixadas, em Rádios, ocasionalmente acompanhado com Artistas da estatura de Dalba de Oliveira, Angela Maria, Vinícius de Moraes,digamos que tem cantado desde muito jovem até a idade de cinquenta anos aproximadamente diz sua viúva Josefina Gayol de Alencar, tiveram uma sozinha filha chamada Carmen de Alencar,casados em Montevideo Uruguai o 25 de Novembro de 1959 na Catedral sendo sua Padrino o Embaixador de Brasil, perpetuado com fotos em uma revista de Rio de Janeiro até que sua vida teve um giro desafortunado.Também teve atuações junto a seu irmão Romulo de Alencar Compositor e interprete e ainda hoje trabalhando pára TV GLOBO em canções como ´´despedida´´ da autoria de seu irmão Romulo